# Labulla machadoi
Labulla machadoi là một loài nhện trong họ Linyphiidae.
Loài này thuộc chi Labulla. Labulla machadoi được miêu tả năm 2005 bởi Gustavo Hormiga & Scharff.